# Ética do consumo de carne

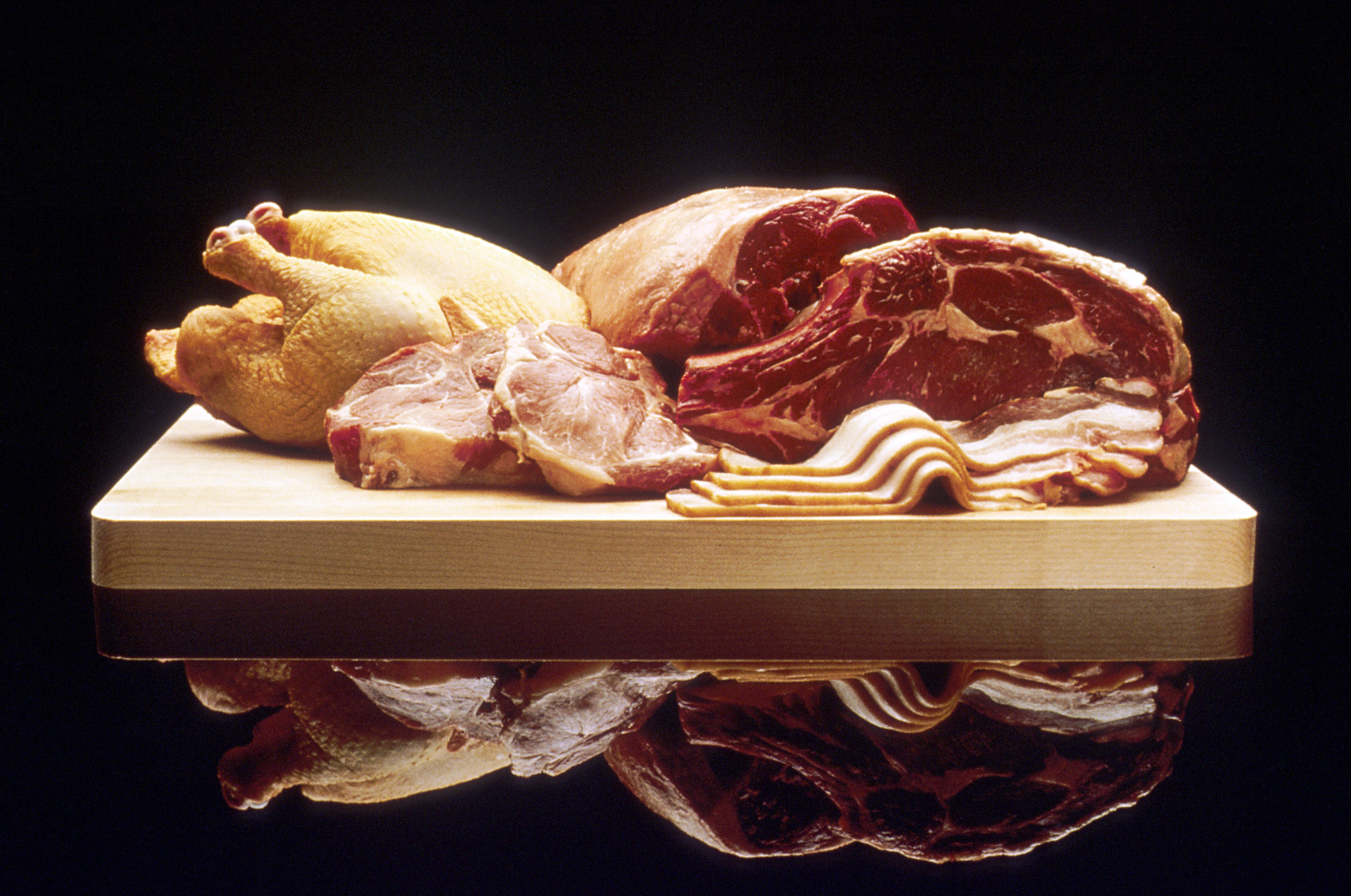
Vários tipos de carne.

O debate sobre a ética do consumo de carne  concentra-se em saber se é ou não moral comer animais não humanos. Em última análise, este é um debate que já dura há milénios e continua a ser um dos tópicos mais proeminentes na ética alimentar. Os indivíduos que promovem o consumo de carne fazem-no por uma série de razões, como a saúde, as tradições culturais, as crenças religiosas, e os argumentos científicos que apoiam a prática. Aqueles que apoiam o consumo de carne argumentam tipicamente que tornar obrigatória uma dieta sem carne seria errado porque não considera as necessidades nutricionais individuais dos humanos em vários estágios da vida, não leva em conta as diferenças biológicas entre os sexos, ignora a realidade da evolução humana, ignora várias considerações culturais ou porque limitaria a adaptabilidade da espécie humana.
As pessoas que se abstêm de comer carne são geralmente conhecidas como "vegetarianos". Eles evitam a carne por várias razões, como preferência de sabor, bem-estar animal, razões éticas, religião, impacto ambiental da produção de carne (vegetarianismo ambiental), considerações de saúde, e resistência antimicrobiana. Os veganos também abstêm-se de outros produtos de origem animal, como laticínios, mel e ovos, por razões semelhantes." Os omnívoros éticos " são indivíduos que se opõem às práticas subjacentes à produção de carne, em oposição ao ato de consumir carne em si. A este respeito, muitas pessoas que se abstêm de certos tipos de consumo de carne e de produtos de origem animal não se opõem ao consumo de carne em geral, desde que a carne e os produtos de origem animal sejam produzidos de uma forma específica. Os omnívoros éticos podem opor-se à criação de animais para carne em quintas industriais, à matança de animais de maneiras que causem dor e à alimentação desnecessária de antibióticos ou hormonas. Para tal, podem evitar carnes como a de vitela, o foie gras, a carne de animais que não foram criados ao ar livre, animais que foram alimentados com antibióticos ou hormonas, etc.
Num inquérito realizado em 2014 a 406 professores de filosofia dos EUA, aproximadamente 60% dos especialistas em ética e 45% dos filósofos não especialistas em ética disseram que era pelo menos um pouco "moralmente mau" comer carne de mamíferos. Um inquérito realizado em 2020 a 1.812 filósofos de língua inglesa publicados concluiu que 48% afirmaram que era permitido comer animais em circunstâncias normais, enquanto 45% afirmaram que não era. O Aviso dos Cientistas Mundiais à Humanidade (2017), o artigo científico mais co-assinado da história, apelou (entre outras coisas) a uma transição para dietas baseadas em vegetais, a fim de combater as alterações climáticas.

## Visão geral dos argumentos a favor e contra o consumo de carne

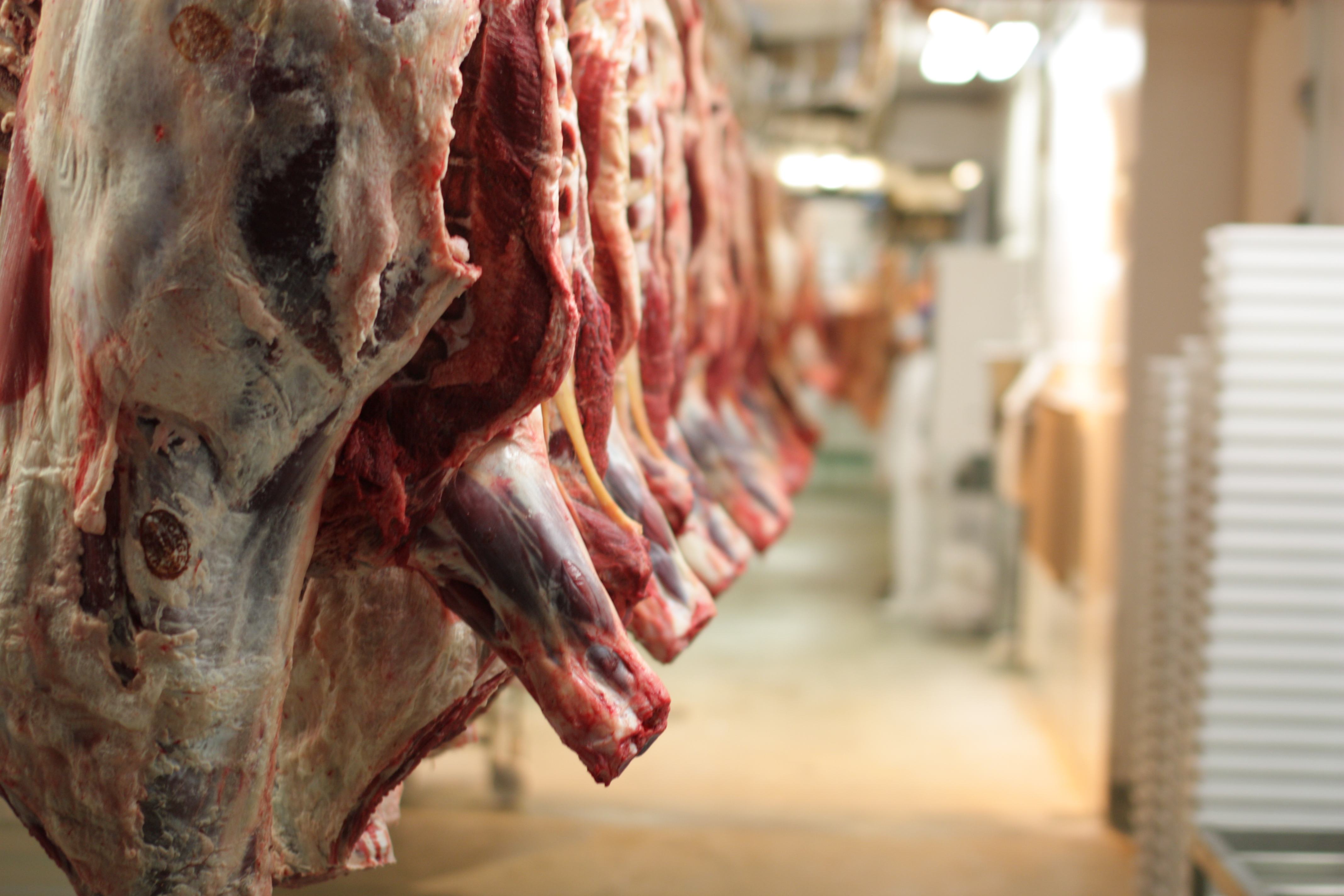
Carcaças de gado num matadouro.

Conversas sobre a ética do consumo de carne acontecem há milhares de anos, possivelmente mais. Pitágoras, um matemático e filósofo grego que viveu no século VI a.C., defendeu a ideia de não comer animais, alegando que eles tinham alma, assim como os humanos. Adotando uma abordagem totalmente diferente, Platão, um filósofo ateniense que viveu no século IV a.C., argumentou que a carne é um item de luxo que requer muita terra para ser obtido. Como resultado, ele afirmou que o consumo descontrolado de carne levaria ao conflito pela terra e, em última análise, a uma sociedade insustentável. Xenofonte expressou preocupações semelhantes às de Platão:
“Sim, e quando os outros rezam por uma boa colheita de trigo, ele, presumivelmente, rezaria por uma boa provisão de carne.” O jovem, adivinhando que estas observações de Sócrates se aplicavam a ele, não parou de comer a sua carne, mas tomou um pouco de pão com ela. Quando Sócrates observou isso, gritou: “Observai o rapaz, vós que estais perto dele, e vede se ele trata o pão como a sua carne ou a carne como o seu pão.”Original (em inglês): Memorabilia— Xenofonte livro 3, capítulo 14 (em inglês)
René Descartes, um filósofo, matemático e cientista francês do século XVII, discordou das posições acima mencionadas. Ele argumentou que os animais não eram conscientes. Como resultado, ele afirmou que não há nada eticamente errado em consumir carne ou causar dor física aos animais. Immanuel Kant também argumentou que não há nada eticamente errado com o consumo de carne. Ele afirmou que era a personalidade que distinguia os humanos dos animais e que, uma vez que os animais não são pessoas reais, não havia nada de errado em matá-los ou consumi-los.
Peter Singer, professor da Universidade de Princeton e da Universidade de Melbourne e pioneiro do movimento de libertação animal, argumenta que, como os animais não humanos sentem, eles devem ser tratados de acordo com a ética utilitarista. Na sua filosofia ética sobre o que é ser uma "pessoa", Singer argumenta, em última análise, que os animais de criação sentem-se suficientemente aptos a merecer um tratamento melhor do que o que recebem. A obra de Singer tem sido amplamente desenvolvida por filósofos que concordam e outros que não. As suas filosofias essenciais foram amplamente adotadas pelos defensores dos direitos dos animais bem como pelos vegetarianos e veganos éticos.
Muitos outros pensadores modernos questionaram a moralidade não só do duplo padrão subjacente ao especismo, mas também do duplo padrão subjacente ao facto de as pessoas apoiarem o tratamento de vacas, porcos e galinhas de formas que nunca permitiriam com cães, gatos ou pássaros de estimação.
Nick Zangwill, filósofo britânico e professor honorário de investigação no University College London e na Lincoln University, discorda das conclusões de Singer sobre a necessidade moral de não comer carne. Em Our Moral Duty to Eat Meat, publicado pela Cambridge University Press, Zangwill argumenta que a existência de animais domesticados depende da prática de comê-los, e que o consumo de carne historicamente beneficiou milhões de animais e deu-lhes vidas boas. Consequentemente, ele afirma que comer carne de animais não humanos não é apenas permitido, mas também bom para muitos milhões de animais. No entanto, Zangwill esclarece que esse argumento não se aplica aos animais de quintas industriais, pois eles não têm vidas boas. Assim, quando ele fala que o consumo de carne é justificado, ele se refere apenas à carne de animais que, no geral, têm uma vida boa. Os defensores do consumo de carne que subscrevem as opiniões de Zangwill argumentam que práticas como a criação em liberdade bem gerida e o consumo de animais caçados, particularmente de espécies cujos predadores naturais foram significativamente eliminados, poderiam satisfazer a procura de carne produzida em massa e de origem ética.
Vegetarianos éticos dizem que as razões para não ferir ou matar animais são semelhantes às razões para não ferir ou matar humanos. Eles argumentam que matar um animal, assim como matar um humano, só pode ser justificado em circunstâncias extremas, como quando a vida de alguém está ameaçada. Consumir um ser vivo apenas pelo seu gosto, por conveniência ou por hábito não é justificável. Alguns especialistas em ética acrescentaram que os humanos, ao contrário de outros animais, são moralmente conscientes do seu comportamento e têm uma escolha; é por isso que existem leis que regem o comportamento humano e que este está sujeito a padrões morais. As preocupações éticas vegetarianas tornaram-se mais generalizadas nos países desenvolvidos, particularmente devido à disseminação da criação industrial, à documentação mais aberta e gráfica do que o consumo de carne por humanos implica para o animal, e à consciência ambiental. A redução do desperdício alimentar em massa a nível mundial também contribuiria para reduzir o desperdício de carne e, portanto, salvar animais.
Alguns descreveram o tratamento desigual de humanos e animais como uma forma de especismo, como antropocentrismo ou centralidade no ser humano. Val Plumwood (1993, 1996) argumentou que o antropocentrismo desempenha um papel na teoria verde que é análogo ao androcentrismo na teoria feminista e ao etnocentrismo na teoria antirracista. Plumwood chama a centralidade humana de "antropocentrismo" para enfatizar este paralelo. Por analogia com o racismo e o sexismo, Melanie Joy apelidou o consumo de carne de "carnismo". O movimento pelos direitos dos animais procura pôr fim à rígida distinção moral e legal estabelecida entre animais humanos e não humanos, pôr fim ao estatuto dos animais como propriedade e pôr fim à sua utilização nas indústrias de investigação, alimentação, vestuário e entretenimento.